# Qatif
Qatif o al-Qatif (àrab: القطيف, al-Qaṭīf) és un dels principals oasis de l'Aràbia Saudita, a la Província Oriental (Aràbia Saudita), a la costa del golf Pèrsic, a la badia de Turut, que pren el nom de l'illa de Turut o al-Aixa, capital Tarut, unida a la costa per un camí artificial; té un port d'aigües poc profundes que només permet l'acostament de vaixells petits, per la qual cosa el trànsit important va a Ras Tannura, a la costa nord de la badia, o a Dammam, al sud.
L'oasi s'estén uns 22 km de nord a sud al llarg de la costa, entre la vila de Safwa al nord, fins a Sayhat al sud. Al nord de l'oasi, just al sud de Safwa, hi ha la sabkha de Jawan i la sabkha de Safwa, i les dunes d'al-Jajub; cap a l'interior hi ha la vila d'Umm al-Sahik i les dunes de Dawaghir.
La vila d'al-Qatif (localment anomenada al-Qala a causa del fort otomà construït al segle xvi) està al centre de l'oasi i a la rodalia hi ha diversos pobles: al-Kudayh, al-Awwamiyya, al-Jarudiyya, Umm al-Khamam, al-Jishsh i Anik i una mica a l'interior, separada per les dunes al-Badrani, la vila d'al-Ajam. La població és de majoria xiïta. El 2004 la seva població era de 474.573 habitants.

## Districtes
L'oasi de Qatif està format per les següents poblacions: 
- Qatif (ciutat)
- Illa Tarut
- Umm-Sahik
- Saihat
- Safwa
- Al-Awamiyah[2]
- Al-Jish
- Al-Qudaih
- Al-Jaroudiya[3]
- Umm Al-Hamam
- Al-Taubi
- Al-Khuwailidiya
- Hellat-Muhaish[4]
- Enak
- Al-Awjam
- Al-Malahha

## Història
L'arqueologia ha trobat proves d'establiments de vers el 3500 aC. H. Von Wissmann va considerar que es tractava de la històrica ciutat de Gerrha descrita per Estrabó, però no s'ha pogut demostrar.
Al segle iv sota el rei Sapor II s'hi van establir els sassànides; la regió s'anomenava a leshores Bahrayn o al-Bahrayn i estava format aproximadament per la moderna província Oriental. En alguns moments els làkhmides van dominar la regió alternant amb períodes de domini persa directe. Va ser coneguda per altres noms i entre ells al-Khatt (àrab: الخَطّ, al-Ḫaṭṭ), immortalitzat pel poetes Antara ibn Shaddad, Tarafa ibn Al-Abd, Bashar ibn Burd i altres.
A l'inici del segle vii hi vivia la fracció Djadhima ibn Awf de la tribu Abd al-Kays, però tenien capital a al-Zara de localització indeterminada, i estava poblada per jueus, zoroastrians i cristians (molts membres dels Abd al-Kays eren cristians aleshores i un sínode nestorià s'hi va fer encara a l'illa Darin o Tarut el 676 ja sota domini musulmà).
Ala ibn al-Hadrami va arribar a la regió de Bahrayn el 629/630; els Abd al-Kays es van fer musulmans però a la Rida es van revoltar; el 632 al-Hutam ibn Dubaya va ocupar Katif però el 633 fou derrotat i mort per Ala al-Hadrami; la guarnició persa d'al-Zara va capitular i els musulmans van ocupar l'illa de Darin (Tarut); la resistència al califa va durar fins al 640. El 687/688 el kharigita Nadja ibn Amir al-Hanafi va derrotar a la tribu Abd al-Kays a la regió de Katif i va fer de l'oasi el seu centre militar i polític; poc després fou substituït per un altre cap kharigita, Abu Fudayk.
Van seguir dos segles d'obscuritat sota governadors califals, fins que vers el 899 va caure en mans de Abu-Saïd al-Jannabí que va formar una dinastia càrmata independent que va tenir per capital al-Ahsa, més al sud. Quatre anys després (desembre del 902) el governador abbàssida Ibn Banu, resident a Hadjar, va derrotar i matat a un parent d'Abu Said, que vivia a Katif (i a més era el successor designat) i va conquerir aquesta ciutat, però poc després, el 904, Abu Said ja ocupava altre cop Katif i va conquerir Hadjar.
Al segle ix s'havia establert a la regió la tribu dels Uqayl, que va substituir com a tribu hegemònica als Abd al-Kays al segle x. El 988/989 els càrmates de Katif van combatre contra els Muntafik dirigits per Asraf que va atacar Katif, la va ocupar temporalment i es va emportar el botí a Bàssora. El 1051 el viatger persa Nasir-i Khusraw va trobar a Katif un funcionari àrab no identificat que volia expulsar els càrmates d'al-Ahsa. El 1068 Abu l-Bahlul al-Awwan ibn al-Zadjdjadj, que dominava les illes Bahrein i era lleial als abbàssides, va derrotar els uqàylides seguidors de la ideologia càrmata en una batalla naval enfront d'al-Katif i va ocupar la ciutat. Finalment el 1069/1070 es va revoltar Abd Allah ibn Ali al-Uyuni dels Banu Murra ibn Amir (del gran grup dels Abd al-Kays), que dominaven el nord de la regió de Bahrayn, i després d'una primera victòria va assetjar al-Ahsa durant set anys i la va ocupar el 1076 amb ajut de 200 cavallers turcmans vinguts de l'Iraq, i es va fundar la dinastia Uyúnida que va governar a Katif.
Benjamí de Tudela, el rabí jueu que va visitar les comunitats jueves d'Orient entre 1159 i 1173, calcula el nombre de jueus de Qatif en cinc mil, xifra exagerada i que no va comprovar personalment. El 1201/1202 l'atabeg salghúrida de Fars Abu Bakr ibn Sad, es va apoderar d'al-Katif i al-Ahsa i al cap d'uns anys els uyúnides van desaparèixer sota la seva pressió i la dels usfúrides (de la tribu Uqayl) que van assolir el poder a al-Ahsa el 1253. Vers el 1300 la dinastia de Tabis va exercir breument l'hegemonia que va perdre molt aviat en benefici del regne d'Ormuz; el rei Kutb al-Din Tahmatan es va apoderar vers 1330 o 1331 de Katif i altres punts de les costes del golf Pèrsic. No obstant el poder local va passar a mans d'un senyor de la tribu Uqayl, Djarwan, que estava al poder el 1331 o 1332 quan va estar a Katif Ibn Battuta que el considerava un "rafidita extremista" (denominació equivalent a xiïta).
Vers la meitat del segle xv la dinastia dels Djabrites, una derivació dels Usfúrides, va agafar el poder a al-Ahsa. El cap dels djabrites, Adjwad ibn Zamil, va ajudar al príncep d'Ormuz, Salghur, en fuita, a ocupar el tron al seu país; a canvi el príncep va cedir a Adjwad el govern de la província de Bahrayn amb al-Katif com a seu. Degut als gran beneficis comercials, Katif i en general el Bahrayn foren les regions més riques del regne.
El 1507 Ormuz va caure en mans portugueses i els djabrites van conservar el poder a Katif. El 1520 el djabrita Muskin ibn Zamil va fer la peregrinació a la Meca; va distribuir 50.000 dinars entre els pobres de les viles santes; al seu retorn va descobrir que els portuguesos estaven ocupant les illes de Bahrein i va morir en lluita contra els lusitans vers el 1523. Mentre el rei d'Ormuz, vassall portuguès, va enviar forces a assetjar Katif. El cop final als djabrites fou obra del xeix Rashid ibn Mughamis de Bàssora el 1524/1525.
Rashid, amo de Katif, va prestar jurament al sultà otomà Solimà el Magnífic el 1534. El 1551 tropes otomanes van construir una fortalesa a al-Katif. El 1622 els portuguesos van perdre Ormuz i van establir una factoria comercial a Katif d'eon s'haurien retirat els otomans sota l'atac dels safàvides. El 1637 els safàvides perses van amenaçar Katif que fou auxiliada per l'almirall portuguès Ruy Freire.
El 1638 van retornar els otomans però el seu poder era precari a mesura que creixia el dels Banu Khalid, governats pel clan Al Humayd, que posseïen palmerars a Katif. Barrak ibn Ghurayr Al Humayd va expulsar al governador otomà d'al-Ahsa el 1663/1664 i va prendre el poder a tota la regió el 1670; va establir dos ports comercials principals, un a Katif i un a al-Ukayr (més al sud), amb petits drets de duana i especial protecció a persones i béns, que van atreure a molts comerciants.
Vers el 1780 una epidèmia de pesta va devastar Katif i el 1788 els Banu Kab de l'Iraq la van atacar i saquejar. Els Banu Khalid no van poder resistir els atacs dels Al Saud i el moviment wahhabita que els van derrotar en la batalla de Ghuraymil, al sud d'al-Katif, el 1789/1790. Dos anys després Saud ibn Abd al-Aziz Al Saud va capturar les fortaleses de Sayhat i Anik a l'oasi d'al-Katif i els habitants xiïtes de la zona, considerats heretges, van rebre un tractament molt dur; només a canvi de molt d'or Saud va renunciar a atacar el port on s'havien refugiat milers de persones; Katif i tota l'Aràbia oriental fou annexionada als dominis saudites-wahhabites. Un emigrant persa (però de ben segur sunnita) va ser nomenat cadi governador de Katif.
Els otomans van delegar en Muhammad Ali d'Egipte la repressió del moviment wahhabita; Ibrahim Pasha va ocupar la capital saudita Diriyya (1818) i va enviar un destacament a Katif que hi va estar fins al 1819. Mentre els djalahima, establerts aleshores a Khor Hassan (moderna Khuwayr) va començar a tenir un paper destacat el 1809; recuperats de les seves derrotes anteriors a Qatar, i sota la direcció de Rahma ibn Djabir, aliat als wahhabites, va aconseguir ocupar Zubara i el 1810/1811 el wahhabita Abd Allah ibn Ufaysan, que dominava Katif, amb l'aliança de Rahma, es va poder apoderar de Qatar i Bahrein. Rahma es va establir a Dammam (al-Ahsa), des d'on va seguir la lluita contra els seus rivals; va fer diversos actes de pirateria però es va cuidar força de no fer-ne cap contra els britànics el que li va estalviar represàlies. Djabir va perdre la vida en un combat naval davant d'al-Katif el 1826 en lluita contra els Al Khalifa de Bahrein.
Els egipcis es van retirar després del 1825 i aviats els saudites van recuperar el poder i els senyors d'al-Katif li van retre homenatge el 1830. El 1834 el sobirà saudita Turki ibn Abd Allah va enviar el seu fill Faysal ibn Turki a Katif, per sotmetre Seyhat, on elements oposats resistien amb suport dels Al Khalifa de Bahrein. Estant a Katif, Faysal va saber que el seu pare havia estat assassinat a al-Diriyya i que era el nou imam, de manera que va tornar corrent a la capital El 1838 els egipcis van retornar a Aràbia i Faysal fou derrotat i enviat presoner cap Egipte; una tropa turcoegípcia fou aquarterada a Katif; inicialment l'administració fou favorable però al final fou un desastre. El 1840 van sortir els egipcis i el cap dels saudites, Abd Allah ibn Yhunayyan, va nomenar a Bilal ibn Salim al-Hark (esclau de Faysal) com a representant a Katif (1842). El 1843 Faysal va fugir i va retornar a Aràbia on va regnar 22 anys més. Fou un governant just que va entrar el còlera quan va saber que el seu representant o emir a Katif havia fet matar el principal cap xiïta de l'oasi (tot i així al final l'emir fou perdonat).
El 1871 Midhat Pasha, governador otomà de Bagdad, va enviar una expedició que va desembarcar a Ras Tanura i va avançar ràpida cap a Katif. Va formar un dels tres kada del sandjak de Lahsa (erròniament anomenat com sandjak del Nedjd per estar els territoris a l'est del Nedjd). Va romandre en mans dels otomans fins al 1913 quan el saudita Abd al-Aziz ibn al-Rahman va expulsar a les guarnicions turques de la província i va entrar a Katif i les altres ciutats.
El primer petroli de l'Aràbia Saudita fou descobert a al-Zahran o al-Dhahran, no gaire lluny al sud de Katif el 1938. Un altre camp va ser descobert entre la ciutat el desert(Camp Qatif). Progressivament la collita de dàtils, abans el principal recurs de l'oasi, va perdre importància enfront de la indústria petroliera i les que va sorgir al seu entorn. També es van introduir sistemes moderns de reg i millores a l'agricultura i la pesca.